# Man Ray (grupo)
Man Ray é um duo musical argentino formado em 1987 por Hilda Lizarazu (teclado e voz) e Tito Losavio (guitarra e voz), acompanhados por Laura Gomez (baixo) e Pablo Buratti (bateria).

## Discografia
- Man Ray (1988)
- Perro de playa (1992)
- Hombre rayo (1994)
- Piropo (1995)
- Aseguebú (1996)
- Ultramar (1997)
- Larga distancia (1999)
- Man Ray III (2003)